# Hadena nervina
Hadena nervina är en fjärilsart som beskrevs av Paul Dognin 1897. Hadena nervina ingår i släktet Hadena och familjen nattflyn. Inga underarter finns listade i Catalogue of Life.